# تاش‌لی‌چای
تاش‌لی‌چای (به ترکی استانبولی: Taşlıçay، به ارمنی: Դաշլիչայ Ստորին، به کردی: Avkevir) یک منطقهٔ مسکونی در ترکیه است که در استان آگری واقع شده‌است.